# Vol East Coast Jets 81
Le 31 juillet 2008, le vol East Coast Jets 81, un vol charter assuré par un Hawker 800 de la compagnie aérienne privée East Coast Jets, s'est écrasé lors d'une tentative de remise de gaz à l'aéroport régional d'Owatonna Degner (en), dans le Minnesota, tuant les 8 passagers et membres d'équipage à bord.

## Avion et équipage

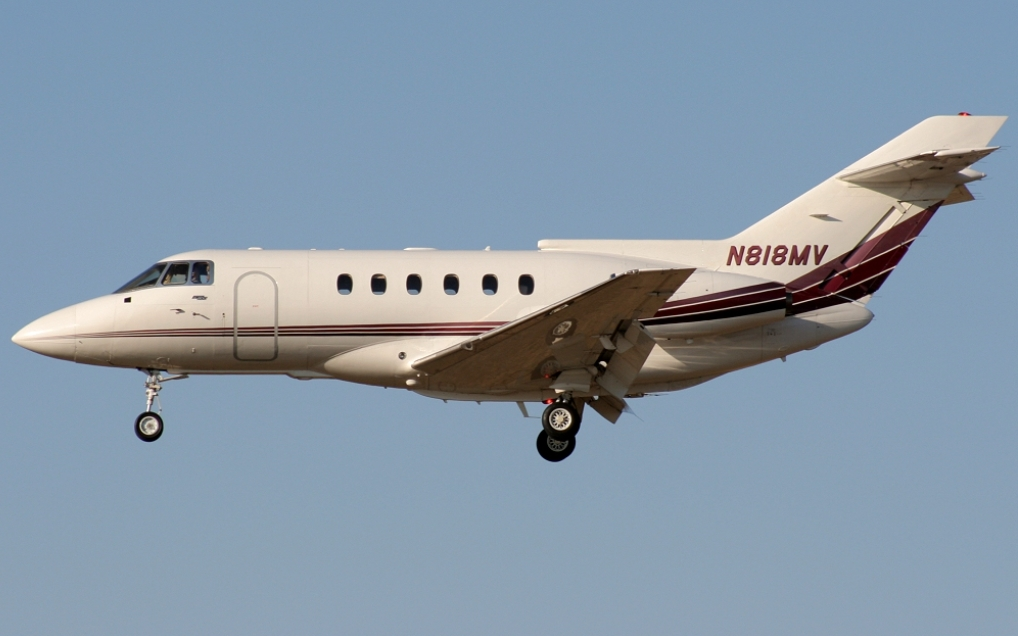
N818MV, le Hawker 800 impliqué dans l'accident, photographié en février 2007.

L'appareil impliqué est un Hawker 800, immatriculé N818MV et fabriqué en 1991. La compagnie de transport privée East Coast Jets a commencé à l'exploiter en juin 2003. 
Le commandant de bord est Clark Jon Keefer, 40 ans, un ancien instructeur de vol qui travaille pour East Coast Jets depuis 2005. Il totalise 3 600 heures de vol, dont 1 188 heures sur Hawker 800.
Le copilote est Daniel D'Ambrosio, 27 ans, travaillant pour East Coast Jets depuis moins d'un an et a auparavant travaillé pour Colgan Air, mais a démissionné pendant l'entraînement en raison d'un changement de lieu inattendu. D'Ambrosio totalise 1 454 heures de vol, dont 295 sur Hawker 800.

## Accident
Après avoir d'abord volé entre son aéroport d'origine et l'aéroport d'Allentown-Bethlehem-Easton, à Atlantic City, pour récupérer des passagers, le vol 81 a décollé de l'aéroport international d'Atlantic City à 8h13, pour un vol à destination de l'aéroport régional d'Owatonna Degner (en), dans le Minnesota.
À 9h45, le vol 81 est autorisé à atterrir et l'avion s'est posé sur la piste 30, assignée par le contrôle aérien. Constatant qu'il reste une longueur de piste insuffisante pour que le jet s'arrête avant le bout de piste, l'équipage a décidé de faire une remise de gaz. 
Alors qu'il commence à redécoller, l'avion a dépassé l'extrémité de la piste et l'aile droite a heurté le système d'éclairage d'approche de piste. L'avion s'incline alors fortement sur la droite jusqu'à ce qu'il se retrouve sur le dos, avant de s'écraser dans un champ de maïs, à 730 m de la piste. 

Débris de l'avion
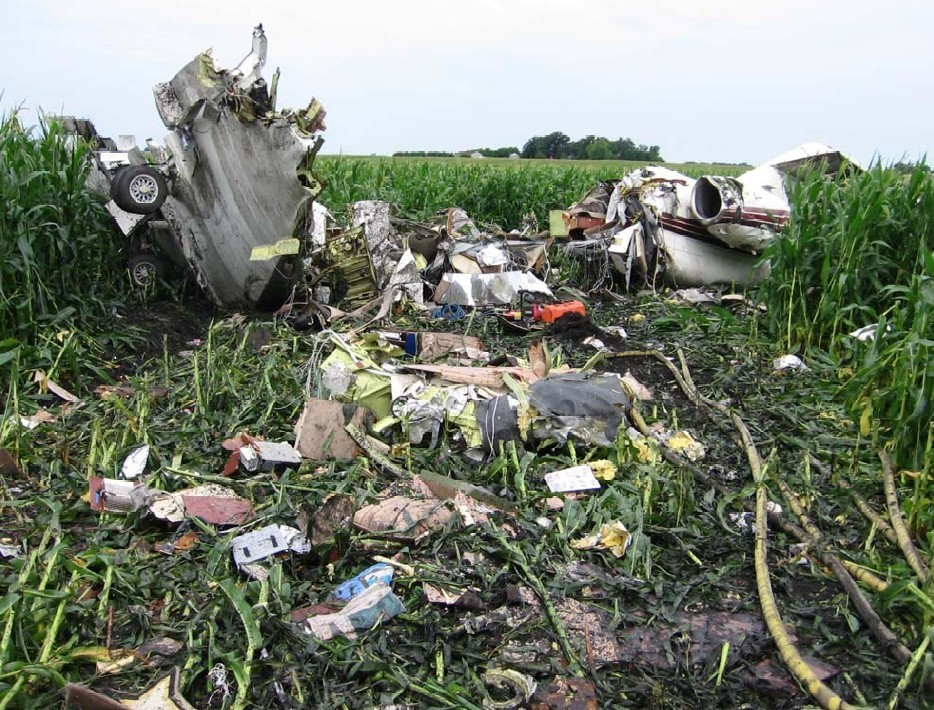
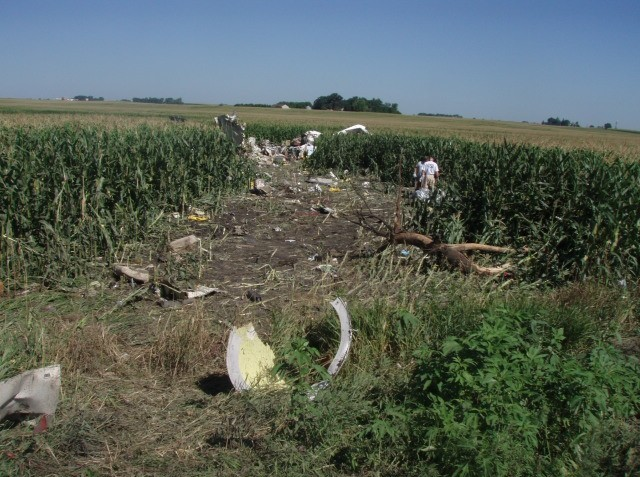

7 des 8 occupants de l'appareil sont morts sur le coup. Une passagère a d'abord survécu à l'accident, mais elle est décédée moins de 2 heures plus tard après son transfert à l'hôpital.

## Enquête

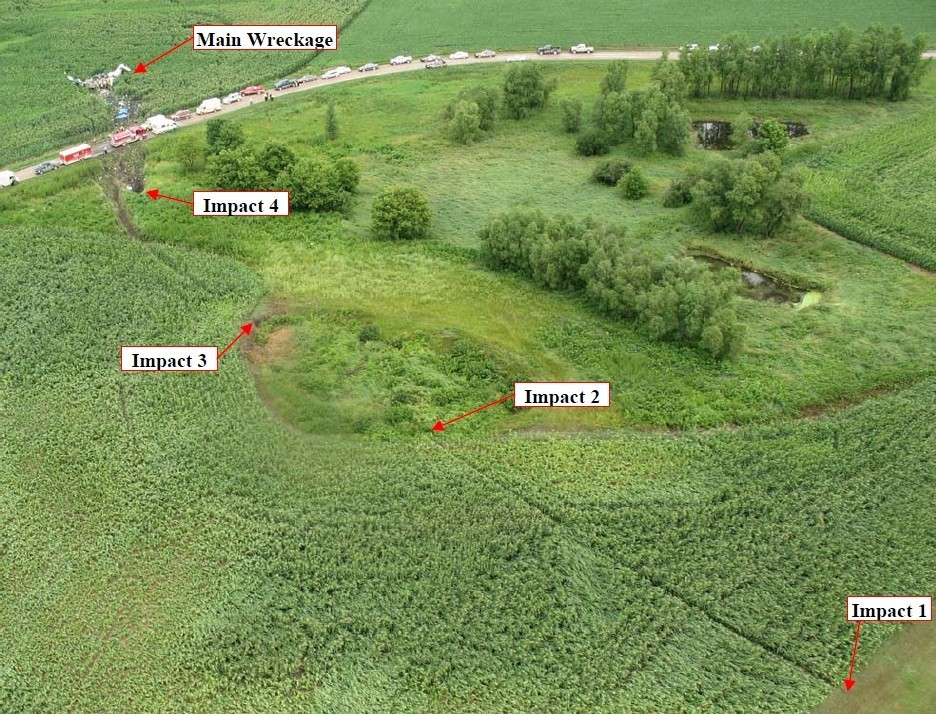
Vue aérienne du site de l'accident du vol 81.

Les enquêteurs du Conseil national de la sécurité des transports (NTSB) ont conclu que l'avion s'était écrasé à la suite d'une remise des gaz mal exécuté. 
Comme le Hawker 800 n'avait pas d'enregistreur de paramètres (FDR) à bord, les enquêteurs du NTSB ont donc utilisé l'enregistreur phonique (CVR) de l'avion et les témoignages oculaires. Un éventuel aquaplanage dû à la présence d'eau sur la piste a été évoqué, mais écarté par la suite. 
Les enquêteurs ont déterminé que les pilotes ont commencé la remise des gaz trop tardivement avant de dépasser l'extrémité de la piste 30. Les pilotes n'ont pas réussi à appliquer un freinage maximal et ont placé la poignée des aérofreins en position OUVERTE, avec seulement les aérofreins partiellement déployés, au lieu de sélectionner d'abord les volets à 45°, puis la poignée des aérofreins en position DUMP, avec les aérofreins complètement sortis et les volets de nouveau sortis jusqu'à 75° pendant l'atterrissage, ce qui aurait permis d'immobilisé l'avion en toute sécurité même après avoir dépassé la piste. Les pilotes ont également été critiqués pour avoir poursuivi leur tentative de remise des gaz après que l'avion soit sortie de la piste. 

### Rapport final
Le rapport final du NTSB détermine que la cause principale de l'accident du vol 81 est la décision du commandant de bord de tenter une remise de gaz tardive lors de l'atterrissage, avec une longueur de piste restante insuffisante pour effectuer cette manœuvre en toute sécurité. 
On compte également, parmi les facteurs contributifs à l'accident, la mauvaise coordination des pilotes et le manque de professionnalisme dans le poste de pilotage; ainsi que la fatigue, qui a probablement nui aux performances des 2 pilotes ; et, également, le refus, de la part de la Federal Aviation Administration (FAA), d'exiger une formation concernant la gestion des ressources de l'équipage et les procédures d'exploitation normalisées pour les opérateurs de jet privée, comme East Coast Jets.
Le NTSB a émis 14 recommandations de sécurité à la suite de cet accident. 

## Conséquences
Les six passagers à bord étaient tous liés à la construction du Revel Resort and Casino d'Atlantic City, le plus haut bâtiment de la ville, qui était alors en construction. Ils étaient en route pour le Minnesota pour rencontrer le fabricant de la façade en verre utilisée pour ce projet.
Des actions en justice pour mort injustifiée ont été déposées au nom des familles des passagers et ont été réglées à peu près en même temps que le rapport du NTSB. Le casino a été décrit par certains comme étant un « mémorial » pour les passagers de ce vol.